# Casa Moneta
Se denomina actualmente Casa Moneta a un edificio de madera construido en 1905 en la Base Orcadas de la República Argentina, en la isla Laurie, perteneciente al archipiélago de las Orcadas del Sur. 

## Origen del nombre
Lleva ese nombre en homenaje al capitán José Manuel Moneta, quien integró las dotaciones científicas de esa base, durante cuatro campañas. En 1923 fue como meteorólogo ayudante, en 1925 como segundo jefe, y en 1927 y 1929 como jefe.
Varios años más tarde escribió sus memorias en el libro "Cuatro años en las Orcadas del Sur", obra que ayudó a divulgar el silencioso, sacrificado y anónimo desempeño del personal antártico.

## Construcción
La construcción fue realizada en 1905 por la Armada Argentina, y estuvo destinada originalmente a observatorio meteorológico y magnético. 
La casa fue prefabricada en la Ciudad de Buenos Aires, Argentina, íntegramente en madera, luego se transportó por mar en la corbeta ARA Uruguay, que fue el primer buque antártico argentino. 
Ya en su lugar de destino las piezas fueron ensambladas erigiendo en quince días por solo dos personas: un carpintero un ayudante.
Tanto las paredes exteriores como las interiores son de madera, las paredes exteriores se componen por dos tabiques, uno interior y uno exterior, quedando un lugar para relleno de corcho y aserrín que cumple la función de aislación térmica.

## Diseño interior
La casa sólo tenía una planta con orientación noreste-sudeste de nueve metros de largo por cinco de ancho. Tres dormitorios, una sala y cocina eran sus habitaciones. 

## Historia
Fue la primera construcción argentina en proximidad del continente Antártico, iniciando el desarrollo de la que llegó a ser la Base Orcadas.
La iniciativa de la ocupación de la Isla Laurie como base de observaciones científicas, se debió a un marino y expedicionario escocés: el capitán William Speirs Bruce. Este marino, al mando de la expedición escocesa embarcada en el buque Scotia, había instalado un observatorio en dicho lugar en 1903, y propuso al presidente Julio Argentino Roca, que la continuidad del programa de observaciones, estuviese a cargo de la República Argentina a partir de 1904. Roca aceptó el ofrecimiento y la donación de las instalaciones ya existentes, dictando el histórico Decreto del 2 de enero de 1904, que quedó materializado con el acto de izado del pabellón argentino el 24 de febrero de ese año en la Isla Laurie, y el comienzo de la actividad científica.
El pequeño edificio, posteriormente ampliado, y al cual se agregaron con el tiempo nuevas construcciones, sirvió durante 34 años consecutivos, de vivienda para el personal de las expediciones científicas argentinas. 
Recién en 1927 se instaló la estación radiotelegráfica, con lo que se interrumpió la situación de carencia de comunicaciones con el resto del mundo.
Posteriormente tuvo otros usos, hasta que fue reacondicionado como museo en 1994 con el fin de exponer los materiales y testimonios de los expedicionarios antárticos argentinos.
En febrero de 2016, se anunció que se restaurará el edificio como parte de la campaña antártica de verano 2015-2016. Será un trabajo en conjunto entre el Instituto Nacional de Tecnología Industrial, la Universidad de Buenos Aires y la Armada Argentina.

## Sitio histórico
Fue declarada Lugar Histórico Nacional por Ley 26.294 promulgada el 4 de diciembre de 2007
A propuesta de Argentina la Casa Moneta, junto a otros sitios cercanos de la bahía Scotia, fueron declarados en 1972 Sitio y Monumento Histórico de la Antártida SMH 42: Cabañas en Bahía Scotia bajo el Tratado Antártico, y conservados por la Argentina y el Reino Unido. El sitio histórico también comprende la cabaña de piedra construida en 1903 por la expedición antártica escocesa dirigida por William S. Bruce (la Omond House), y un cementerio con 12 tumbas.